# TurboGrafx-16 Mini
La TurboGrafx-16 Mini, connue sous le nom de PC Engine Mini au Japon et de PC Engine CoreGrafx Mini en Europe, est une console de jeux vidéo dédiée, conçue par Konami sur le modèle TurboGrafx-16 de NEC, conçue par Hudson Soft. La Mini émule le matériel 16 bits de la console d'origine. Le modèle japonais contient 58 jeux au total tandis que les modèles internationaux en contiennent 57. Le lancement de la Mini est prévu le 19 mars 2020 et sera vendue exclusivement par Amazon.

## Jeux vidéo pré-installés
Les jeux ci-dessous sont pré-installés dans la console:
| Jeu                                   | Version | Année | Publication        |
| ------------------------------------- | ------- | ----- | ------------------ |
| Air Zonk (en)                         | TG-16   | 1992  | Turbo Technologies |
| Aldynes (en)                          | SGFX    | 1991  | Hudson Soft        |
| Alien Crush (en)                      | TG-16   | 1989  | NEC                |
| Appare! Gateball                      | PCE     | 1988  | Hudson Soft        |
| Blazing Lazers                        | TG-16   | 1989  | NEC                |
| Bomberman '93                         | TG-16   | 1992  | NEC                |
| Bomberman '94                         | PCE     | 1993  | Hudson Soft        |
| Bomberman: Panic Bomber               | PCE-CD  | 1994  | Hudson Soft        |
| Bonk's Adventure                      | PCE     | 1989  | Hudson Soft        |
| Bonk's Revenge                        | TG-16   | 1991  | NEC                |
| Cadash                                | TG-16   | 1989  | NEC                |
| Castlevania: Rondo of Blood           | PCE-CD  | 1993  | Konami             |
| Chew Man Fu (en)                      | TG-16   | 1990  | NEC                |
| China Warrior (en)                    | PCE     | 1987  | Hudson Soft        |
| Cho Aniki                             | PCE-CD  | 1992  | Masaya             |
| Dragon Spirit                         | PCE     | 1989  | Namco              |
| Dungeon Explorer                      | TG-16   | 1989  | NEC                |
| Dungeon Explorer                      | PCE     | 1989  | Hudson Soft        |
| Fantasy Zone                          | PCE     | 1988  | NEC                |
| Galaga '88                            | PCE     | 1988  | Namco              |
| The Genji and the Heike Clans (en)    | PCE     | 1990  | Namco              |
| Ghouls 'n Ghosts                      | SGFX    | 1990  | NEC                |
| Ginga Fukei Densetsu Sapphire         | PCE-CDA | 1995  | Hudson Soft        |
| Gradius                               | PCE     | 1991  | Konami             |
| Gradius II: Gofer no Yabō             | PCE-CD  | 1992  | Konami             |
| J.J. & Jeff (en)                      | TG-16   | 1990  | NEC                |
| Jaseiken Necromancer (en)             | PCE     | 1988  | Hudson Soft        |
| Lords of Thunder                      | TG-CD   | 1993  | Turbo Technologies |
| Military Madness (en)                 | TG-16   | 1989  | NEC                |
| Military Madness (en)                 | PCE     | 1989  | Hudson Soft        |
| Moto Roader (en)                      | TG-16   | 1989  | NEC                |
| Neutopia                              | TG-16   | 1989  | NEC                |
| Neutopia                              | PCE     | 1989  | Hudson Soft        |
| Neutopia II                           | TG-16   | 1991  | NEC                |
| Neutopia II                           | PCE     | 1991  | Hudson Soft        |
| New Adventure Island                  | TG-16   | 1992  | NEC                |
| Ninja Gaiden                          | PCE     | 1992  | Hudson Soft        |
| Ninja Spirit                          | TG-16   | 1990  | NEC                |
| Parasol Stars                         | TG-16   | 1991  | Working Designs    |
| Power Golf (en)                       | TG-16   | 1989  | NEC                |
| Psychosis (jeu vidéo) (en)            | TG-16   | 1990  | NEC                |
| R-Type                                | TG-16   | 1989  | NEC                |
| Seirei Senshi Spriggan                | PCE-CD  | 1991  | Naxat              |
| Snatcher                              | PCE-CD  | 1992  | Konami             |
| Soldier Blades (en)                   | TG-16   | 1992  | NEC                |
| Space Harrier                         | TG-16   | 1990  | NEC                |
| Spriggan Mark 2: Re-Terraform Project | PCE-CD  | 1992  | Naxat              |
| Star Parodier (en)                    | PCE-CD  | 1992  | Hudson Soft        |
| Super Darius                          | PCE-CD  | 1990  | NEC                |
| Super Momotarō Dentetsu II            | PCE     | 1988  | Hudson Soft        |
| Super Star Soldier                    | PCE     | 1990  | Hudson Soft        |
| Valkyrie no Densetsu (en)             | PCE     | 1989  | Namco              |
| Victory Run (en)                      | TG-16   | 1989  | NEC                |
| Ys Book I & II                        | TG-CD   | 1989  | NEC                |
| Ys Book I & II                        | PCE-CD  | 1989  | Hudson Soft        |

Les titres suivants sont exclusifs à la TurboGrafx-16/Core Grafx Mini:
| Titre         | Version | Année | Publication |
| ------------- | ------- | ----- | ----------- |
| Salamander    | PCE     | 1991  | Konami      |
| Splatterhouse | TG-16   | 1990  | NEC         |

Si vous sélectionnez  Salamander dans le menu et appuyez deux fois sur Select vous pouvez jouer à Force Gear, et si vous appuyez trois fois sur Select c’est TwinBee Returns qui devient accessible.
Les titres suivants sont exclusifs à la PC Engine Mini:
| Titre                            | Version | Année | Publication |
| -------------------------------- | ------- | ----- | ----------- |
| Splatterhouse                    | PCE     | 1990  | Namco       |
| Tengai Makyō II: Manji Maru (en) | PCE-CD  | 1992  | Hudson Soft |
| Tokimeki Memorial (en)           | PCE-CD  | 1994  | Konami      |